# Мартинівський гідрологічний заказник
Марти́нівський заказник — гідрологічний заказник місцевого значення в Україні. Розташований у Черкаському районі Черкаської області, біля села Мартинівка.

## Опис
Площа 94 га. Як об'єкт природно-заповідного фонду створено рішенням Черкаського облвиконкому від 28.11.1979 р. № 597. Землекористувач або землевласник, у віданні якого перебуває заповідний об'єкт,— Степанецька сільська громада (як правонаступник Мартинівської сільської ради).
Розташований на болоті в заплаві річки Мартинка. Основною метою створення заказника є регуляція гідрологічного режиму річки Мартинка.